# Anastrepha tripunctata
Anastrepha tripunctata är en tvåvingeart som beskrevs av Wulp 1899. Anastrepha tripunctata ingår i släktet Anastrepha och familjen borrflugor. Inga underarter finns listade i Catalogue of Life.